# Maasland FM
Maasland FM is de vroegere naam van het huidige radiostation MFM . Stichting Omroep Maasland (Maasland FM, DTV Nieuws) is medio 2014 gefuseerd met de Bernhezer Omroep Stichting (BOS Media, Wan FM, Wan TV). Het radiostation is te horen in grote delen van het noordoosten van de provincie Noord-Brabant. 
Maasland FM (MFM) is in de ether te ontvangen tussen Nijmegen en 's-Hertogenbosch en Uden - Veghel. De etherfrequenties 105.2, 105.6, 107.6 en 107.9 dekken dit gebied. Op het kabelnetwerk van Ziggo en CaiW is Maasland FM (MFM) te ontvangen in de gemeenten Oss en Bernheze. Verder via de meeste (online) aanbieders, zoals KPN, Vodafone, etc.
Maasland FM (MFM) en DTV Nieuws hebben een gezamenlijke redactie die het nieuws op Maasland FM (MFM) en DTV Nieuws verzorgt. Zo worden er dagelijks op ieder half uur eigen nieuwsbulletins uitgezonden op de radio. Daarnaast verzorgt de redactie ook het TV gedeelte van DTV Nieuws en natuurlijk alle DTV-programma's. Ook het nieuws op de website komt van de gezamenlijke redactie. 